# Ardisia marojejyensis
Ardisia marojejyensis är en viveväxtart som beskrevs av James S. Miller och J.J. Pipoly. Ardisia marojejyensis ingår i släktet Ardisia och familjen viveväxter. Inga underarter finns listade i Catalogue of Life.